# 칠곡향교 대성전
칠곡향교 대성전(漆谷鄕校大成殿)은 대한민국 대구광역시 북구 읍내동에 위치한 대구광역시의 건축물이다. 향교 내부에는 1982년 3월 4일 대구광역시의 문화재자료 제6호로 지정된 대성전이 있다. 전통혼례·석전대제·기로연·교양강좌·전통예절 등 다양한 교육과 체험 활동을 진행하고 있다.

## 개요
향교는 공자와 여러 성현에게 제사를 지내고, 지방민의 교육과 교화를 위해 국가에서 세운 국립교육기관이다. 조선시대의 서원(書院)과 더불어 인재 양성의 중심지로서 지방 교육과 문화의 거점 역할을 하였다.
칠곡향교는 언제 처음 지었는지 자세한 기록이 남아 있지 않다. 조선 태조 7년(1398)에 세운 것으로 전해지지만 고증할 수 있는 문헌이 남아있지 않고, 현재 향교에는 조선 인조 임오년(1642년)에 창건된 것으로 기록되어 있다.
대성전은 17세기 초에 세운 것으로 1907년에 크게 보수하였다. 현재는 제사 공간인 대성전과 동무, 교육 공간인 명륜당이 남아 있다. 대성전은 앞면 3칸·옆면 3칸의 규모이며, 공자를 비롯한 그의 제자들과 한국 성현들의 위패를 모시고 있다.
조선시대에는 나라에서 토지와 노비·책 등을 지원받아 학생을 가르쳤으나, 지금은 교육 기능은 없어지고 제사 기능만 남아 있다. 현재는 전통문화체험관을 운영하고 있다.

## 시설 현황
칠곡향교는 전형적인 전학후묘(前學後廟) 배치 형식을 따르고 있다. 즉, 앞쪽에는 배움의 장소인 명륜당이, 뒤쪽에는 제사 공간인 대성전이 자리잡고 있다. 대성전은 박공지붕을 얹은 익공계 건물로, 1고주 5량 구조로 되어 있으며, 앞쪽이 개방되어 있어 제례를 치르기 편리하게 설계되었다. 이곳에는 공자, 맹자, 송조 10철, 조선 18현이 봉안되어 문묘 공간을 이루고 있다.
2017년 총 1억원의 사업비를 투입해 132개의 야간 조명을 설치하였다. 조명을 밝힘으로써, 야간 조명에 비친 아름다운 건축물을 감상할 수 있게 되었다.

### 체험 목록
매년 봄과 가을에는 석전대제를 봉행하며, 1989년부터 지역 주민들을 대상으로 서예교실, 충효교실을 운영하기 시작하였고, 현재도 서예, 다도, 삼국유사, 경전 등 다양한 교양 강좌 프로그램을 운영하고 있다. 잊혀져가는 전통 혼례풍습을 되살리기 위하여 전통혼례식장으로도 활용하고 있다.
전통문화체험관에서는 매주 수요일마다 한문(漢文), 원전(原典)과 관련된 강의를 진행하고 있다.

## 교통
칠곡중학교 앞 정류장에서 하차하는 버스: 527, 칠곡3, 급행3
칠곡중학교 건너 정류장에서 하차하는 버스: 527, 칠곡3

## 참고 자료
- 칠곡향교대성전 - 국가유산청 국가유산포털

## 개요
1. ↑  “대구광역시북구 문화체육관광 - 칠곡향교 대성전”. 《문화체육관광》. 2024년 10월 10일에 확인함.
2. ↑  “칠곡향교 홈페이지에 오신 걸 환영합니다. - 향교소개”. 《조선 태조 7년(1398년)에 창건된 것으로 추정되나 고증할 수 있는 문헌이 남아있지 않고 현 위치에는 조선 인조 임오년(1642년)에 창건된 것으로 기록되어 있습니다.》. 2024년 10월 10일에 확인함.
3. ↑  “대구광역시 문화유산자료 칠곡향교대성전 (漆谷鄕校大成殿) : 국가유산포털 - 문화재청”. 2024년 10월 10일에 확인함.
4. ↑  “대구광역시북구 문화체육관광”. 《칠곡향교의 배치는 가장 일반적인 배치 형식인 전학후묘(前學後廟)의 형식으로 앞쪽에 강학의 장소인 명륜당을, 뒤쪽에 대성전을 두었다. 대성전은 박공지붕의 익공계(翼工系) 건물로 1고주(高住) 5량의 구조이며 전퇴(前退)가 개방되어 제례(祭禮)에 편리하도록 되어있다. 여기에는 공자(孔子),맹자(孟子),송조(宋朝) 10철(哲) 및 조선(朝鮮) 18현(賢)이 봉안 (奉安)되어 문묘공간 (文廟空間)을 구성한다. 조선태조 7년(1398년) 창건한 것으로 추정되며, 17C초 현 위치에 건립된 것으로 추정된다. 그 후 몇차례의 대수리(大修理)를 거쳐 현재의 모습을 갖추게 되었다.》. 2024년 10월 10일에 확인함. |웹사이트=에 라인 피드 문자가 있음(위치 74) (도움말)
5. ↑  박세환 (2017년 7월 24일). “대구 북구 칠곡향교·구암서원, ′야간경관조명 설치완료′”. 2024년 10월 10일에 확인함.
6. ↑  “칠곡향교 홈페이지 - 시설안내”. 《칠곡향교》. 2024년 10월 10일에 확인함.